# Serra de les Canals (Cantallops)
La Serra de les Canals és una serra situada entre els municipis de Cantallops i de la Jonquera a la comarca de l'Alt Empordà, amb una elevació màxima de 898 metres.